# 上南铁路
上南铁路又名上南轻便铁路，为今上海市浦东新区境内一条窄轨客运铁路，也是浦东第一条铁路线。

## 概览
上南铁路自浦东周家渡起至南汇周浦，长13.8公里。上南铁路原为一条县道，通行长途汽车，后在道路上铺设1000毫米轨距轨道，通行小火车。民国14年（1925年）春，火车开始运营，至1958年停运，轨道拆除后恢复为公路。

## 历史
南汇地处江南水乡，水路发达，自古以来交通出行均依赖水路船运，20世纪初，有人开办轮船公司，开设定期轮船客运，通至南汇各市镇。但随着经济发展等因素需要，轮船运输已经不能满足需求，兴建现代陆上交通运输设施连接市区与南汇成了迫切需要。

### 工程建设
民国10年（1921年），由上海、南汇两地人士穆湘瑶、朱发绂等人发起组建上南交通事务局，同时由穆湘瑶建立上南长途汽车股份有限公司，并由穆任董事长。公司成立初期即与上海交通事务局定下契约，由公司垫款建路，并租路30年，筹集款项兴建上南县道（又名上南汽车路），并在道上铺设铁轨通行火车，轨道未铺设前通行长途汽车。新建道路计划由上海周家渡至南汇大团、泥城，长约34.5公里。后由上南长途汽车股份有限公司增资25万元在县道上建设1000毫米窄轨铁路。民国14年（1925年）春，上南铁路建成运营，改行小火车，线路由周家渡至南汇周浦，设站与原汽车路线一致。按计划，铁路应再沿县道通往南汇新场，最终到达大团、泥城一带，但周浦至新场段虽已筑好县道路基，但并未在其路面上铺设铁轨。民国15年（1926年）铁路周浦段又延筑线路1公里，后在上海沦陷期间被日伪政府拆毁。

### 破坏与修复
民国26年（1937年）11月6日，南汇周浦镇遭日军飞机轰炸，周浦车站车库和部分铁路车辆被毁。11月12日，上海沦陷。民国31年（1942年）2月15日，日伪上海特别市政府将上南铁路、上川铁路合并经营，成立“上川上南两路管理处”。期间，火车运营困难，车辆缺乏保养，事故频繁。民国34年（1945年）抗战胜利后，铁路由上南交通事务局接收，与上川铁路分开经营。但原日发13个班次只恢复到3个班次，到民国36年才增至日发6个班次，最多达每小时1班，全日行车13班。1949年解放前夕，铁路桥梁被破坏，线路停运。铁路于上海战役后修复通车。1954年9月，铁路与上川铁路及浦建汽车公司合并由新成立公私合营上海市浦东公共交通公司经营，线路改名为周周线。

### 线路拆除
1957年，因铁路缺乏维护加之铁路长度过短等因素，小火车缩线直至停运。11月，周浦至三林塘路段停运，开始拆除铁轨。1958年1月，开始拆除剩余路段铁轨，同时由84路公共汽车代替。至此，上南铁路全部恢复为公路。

## 接驳交通
上南长途汽车股份有限公司用一艘蒸汽渡轮在董家渡免费接送乘客至周家渡与上南铁路周家渡车站。民国15年（1926年）铁路周浦段延筑线路1公里通至汤家木桥码头，可将乘客接送到车站。抗日战争胜利后又逐步恢复上南线两端接送渡客的方式，还增辟周家渡到外滩天文台码头的小火轮线路，每小时1班接送渡客；在周浦车站以汽车与南汇、大团、六灶等内河汽轮班次相衔接。

## 车辆
民国13年（1924年）时有3台50匹马力汽油内燃机车，6辆4轮6米长客车。1个车头可拖5节车厢，载客量250人。民国15年（1926年）增加2台75匹马力蒸汽机车、4辆8轮8.5米长客车、10辆货车，系穆湘瑶委托其在德国留学的二子穆家玫向德商购入，车厢为单链环式连接、均无制动装置。

## 车站
- 周家渡站
- 杨思桥站
- 三林镇站
- 天花庵站
- 百曲站
- 周浦站[4]
- 汤家木桥码头

## 沿革
- 1922年4月 上南县道周家渡至周浦长13.8公里路段建成通车，路面为煤屑路。
- 1922年8月15日 开始行驶长途汽车，沿途设车站6个[5]。
- 1924年冬 在县道上改建6座桥梁以适应铁路运行。
- 1925年春 上南铁路建成运营。
- 1937年11月6日 南汇周浦镇遭日军飞机轰炸，周浦车站车库和部分铁路车辆被毁。
- 1957年11月 周浦至三林塘路段停运。
- 1958年1月 全线停运，开始拆除剩余路段铁轨。